# Paractis papaver
Paractis papaver is een zeeanemonensoort uit de familie Actiniidae. De anemoon komt uit het geslacht Paractis. Paractis papaver werd in 1846 voor het eerst wetenschappelijk beschreven door Drayton in Dana. 